# Túnel transatlántico
Un túnel transatlántico es un túnel teórico que atravesaría el Océano Atlántico entre América del Norte y Europa posiblemente para propósitos tales como el transporte público. Algunas propuestas prevén trenes tecnológicamente avanzados que alcancen velocidades de 8000 km/h.
La mayoría de los diseños del túnel lo imaginan entre Estados Unidos y el Reino Unido, o más específicamente entre Nueva York y Londres.
Los principales impedimentos para la construcción de un túnel de este tipo son el coste (primero estimado entre 88 y 175 mil millones de dólares, ahora actualizado a entre 1 y 20 billones de dólares), así como los límites de la ciencia de materiales actual.
Los principales túneles existentes, como el Túnel del Canal de la Mancha, el Túnel Seikan y el Túnel de base de San Gotardo, a pesar de utilizar tecnología menos costosa que cualquiera propuesta hasta el momento para el túnel transatlántico, pueden tener dificultades financieras.

## Túneles propuestos
Existen muchas variaciones del concepto, incluido un túnel sobre el fondo marino, un túnel debajo del fondo del océano o alguna combinación de ambos.

### Vactrain (tren de vacío)
Una propuesta de la década de 1960 tiene un tubo de casi vacío de 5000 kilómetros de largo con vactrain (tren de vacío), un tipo teórico de tren maglev en un tubo presurizado al vacío, que podría viajar a velocidades de hasta 8000 km/h. A esta velocidad, el tiempo de viaje entre Nueva York y Londres sería menos de una hora.
Otra variación moderna, destinada a reducir costos, es un túnel flotante sumergido a unos 49 metros debajo de la superficie del océano, para evitar los barcos, el mal tiempo y la alta presión asociada con un túnel mucho más profundo cerca del fondo del mar. Consistiría en 54.000 secciones prefabricadas sujetas por 100.000 cables de sujeción. Cada sección consistiría en una capa de espuma intercalada entre tubos de acero concéntricos, y el túnel también tendría una presión de aire reducida.

### Propulsión con motores a reacción
También se han presentado ideas que proponen cohetes, jet, scramjet y túneles presurizados por aire para el transporte en tren. En la propuesta descrita en un episodio de Ingeniería extrema, los trenes tardarían 18 minutos en alcanzar la velocidad máxima y 18 minutos al final en detenerse. Durante la fase de desaceleración, la aceleración resultante de 0,2 g provocaría una desagradable sensación de inclinación hacia abajo, por lo que se propuso que los asientos giraran individualmente para mirar hacia atrás en la mitad del viaje, para hacer la desaceleración más agradable.

## Historia

### Antecedentes
Las sugerencias para tal estructura se remontan a Michel Verne, hijo de Julio Verne, quien escribió sobre ella en 1888 en un cuento titulado Un Express de l'avenir (Un Express de el futuro). Esta historia fue publicada en inglés en The Strand Magazine en 1895, donde se atribuyó incorrectamente a Julio Verne, un error que hoy se repite con frecuencia.
En 1913 tuvo lugar la publicación de la novela Der Tunnel del autor alemán Bernhard Kellermann. Inspiró cuatro películas del mismo nombre: una en 1915 dirigida por William Wauer, otras 2 películas en 1933 (versiones alemana y francesa), y una en 1935, británica.

### Investigación moderna
Robert H. Goddard, el padre de los cohetes,se le concedieron dos de sus 214 patentes por la idea.
Arthur C. Clarke mencionó túneles intercontinentales en su cuento de 1946 Partida de rescate y nuevamente en su novela de 1956 La ciudad y las estrellas. La novela de Harry Harrison de 1975 Tunnel Through the Deeps (también publicada como A Transatlantic Tunnel, Hurrah!) describe un sistema de vacío/maglev en el fondo del océano.
La edición de abril de 2004 de Popular Science sugiere que un túnel transatlántico es más factible de lo que se pensaba anteriormente y sin mayores desafíos de ingeniería. Se compara favorablemente con el tendido de tuberías y cables transatlánticos, pero con un coste de 88 a 175 mil millones de dólares, 
que habla en detalle sobre el concepto de túnel propuesto.

## Links externos
- «YouTube - Extreme Engineering Transatlantic Tunnel London to New York».

- Esta obra contiene una traducción  derivada de «Transatlantic tunnel» de Wikipedia en inglés, publicada por sus editores bajo la Licencia de documentación libre de GNU y la Licencia Creative Commons Atribución-CompartirIgual 4.0 Internacional.

- Datos: Q1066660